# قلعه شیر
قلعه شیر، روستایی است از توابع بخش نصرآباد و در شهرستان تربت جام استان خراسان رضوی ایران. این روستا در کوهپایه قرار دارد و دارای اقلیم نسبتاً سردی است.

## مناطق دیدنی
چشمه دارو، چشمه درویش، چشمه دو برادر، باغات کیجو، تنگل کیبیه، چمشه پونه و بلغورخانه واقع در گورستان روستا. چشمه درویش و چشمه دارو از چشمه‌های معروف این روستا هستند.

## جمعیت
این روستا در دهستان کاریزان قرار داشته و بر اساس سرشماری سال ۱۳۹۱ جمعیت آن (۳۴۲خانوار) ۲٬۴۲۷ نفر بوده‌است.